# The Carpetbaggers
 The Carpetbaggers és una pel·lícula estatunidenca dirigida per Edward Dmytryk i estrenada el 1964.

## Argument
A la mort de Jonas Cord Sénior el 1925, el seductor Jonas Junior pren el control de l'empresa familiar Cord Chemical Factory. De seguida, recompra les parts de la seva sogra, la vídua Rina Marlowe Cord (una ex que s'ha casat amb Jonas Senior per la seva fortuna) així com les de Nevada Smith, un vaquer que ha estat com un pare per a ell en la seva infantesa. No és més que el començament de la vertiginosa ascensió de Jonas Junior que, envoltant-se dels millors consellers i advocats, construeix un imperi financer invertint en les indústries del plàstic i aeronàutica. Per interès, es casa amb l'hereva Monica Winthrop que deixa després d'haver arruïnat el pare. Amb l'adveniment del cinema sonor, Jonas es fa productor i director i promou les carreres de Nevada i Rina esdevingudes estrelles de cinema. Però Rina, alcohòlica, es mata en un accident de cotxe.

## Temes i context
El personatge de Jonas Cord Junior ha estat inspirat pel multimilionari estatunidenc Howard Hughes, aviador, industrial, productor de cinema i amant de boniques actrius, entre les quals Jean Harlow que és evocat per l'heroïna Rina Marlowe Cord.

## Repartiment
- George Peppard: Jonas Cord Junior
- Carroll Baker: Rina Marlowe Cord
- Alan Ladd: Nevada Smith
- Bob Cummings: Dan Pierce
- Martha Hyer: Jennie Denton
- Elizabeth Ashley: Monica Winthrop
- Martin Balsam: Bernard B. Norman
- Lew Ayres: « Mac » McAllister
- Archie Moore: Jedediah
- Leif Erickson: Jonas Cord Sénior
- Ralph Taeger: Buzz Dalton
- Ann Doran (no surt als crèdits): Una periodista

## Crítica
A partir del material que subministra el best seller de Robins, assistim a un melodrama inequívocament inspirat en la figura i aventures del llegendari Howard Hughes i al que no li falta cap ingredient característic, incloent un estil narratiu clàssic.
Vehicle pel llançament del mediocre George Pellard, és més d'agrair l'elegant estoïcisme d'Alan Ladd en la que seria la darrera aparició en pantalla.

## Premis i nominacions

### Premis
- National Board of Review 1964: Martin Balsam, millor actor secundari
- Laurel Awards 1965 a la millor pel·lícula dramàtica

### Nominacions
- BAFTA a la millor promesa 1965: Elizabeth Ashley
- Globus d'Or a la millor actriu secundària per Elizabeth Ashley

## Al voltant de la pel·lícula
- Última pel·lícula d'Alan Ladd (mort el 29 de gener de 1964).